# Keith Rushforth
Keith D. Rushforth ( 1953 ) es un botánico y profesor inglés.

## Algunas publicaciones
- k.d. Rushforth. 2003. Lectotypification of Betula bomiensis P.C.Li (Betulaceae). Edinburgh J. of Bot. 175-179. doi:10.1017/S0960428603000131

- d.a. Burdekin, k.d. Rushforth (revisado por Webber J. F. 1996). Elms resistant to Dutch elm disease. Arboricultural Research Note 2/96. Arboricultural Advisory and Information Service, Alice Holt, Farnham, RU

- k.d. Rushforth. 1999. Trees of Britain and Europe. HarperCollins. ISBN 978-0-00-220013-4

- a. Farjon, k.d. Rushforth. 1989. A classification of Abies Mill. (Pinaceae). Notes of the Royal Botanic Garden Edinburgh 46 (1) : 59-79

- 1987. Conifers. Ed. Facts on File. N. York. 232 pp.

- 1986. Notes on Chinese silver firs. 3. Notes from the Royal Botanic Garden, Edinburgh 43 (2) : 269-275

## Honores

### Epónimos
Especies
- (Ericaceae) Rhododendron rushforthii Argent & D.F.Chamb.[1]
- (Rosaceae) Sorbus rushforthii McAll.[2]

- La abreviatura «Rushforth» se emplea para indicar a Keith Rushforth como autoridad en la descripción y clasificación científica de los vegetales.[3]